# Ą̌
Ą̌ (minuscule : ą̌), appelé A caron ogonek, est une lettre latine utilisée dans l’écriture du danezaa, du han et du tagish.
Il s’agit de la lettre A diacritée d’un caron et d’un ogonek.

## Représentations informatiques
Le A caron ogonek peut être représenté avec les caractères Unicode suivants : 
- composé et normalisé NFC (latin étendu A, diacritiques) :

| formes    | représentations | chaînes de caractères | points de code | descriptions                                       |
| --------- | --------------- | --------------------- | -------------- | -------------------------------------------------- |
| capitale  | Ą̌               | Ą◌̌                    | U+0104 U+030C  | lettre majuscule latine a ogonek diacritique caron |
| minuscule | ą̌               | ą◌̌                    | U+0105 U+030C  | lettre minuscule latine a ogonek diacritique caron |

- décomposé et normalisé NFD (latin de base, diacritiques) :

| formes    | représentations | chaînes de caractères | points de code       | descriptions                                                   |
| --------- | --------------- | --------------------- | -------------------- | -------------------------------------------------------------- |
| capitale  | Ą̌               | A◌̨◌̌                   | U+0041 U+0328 U+030C | lettre majuscule latine a diacritique ogonek diacritique caron |
| minuscule | ą̌               | a◌̨◌̌                   | U+0061 U+0328 U+030C | lettre minuscule latine a diacritique ogonek diacritique caron |